# 메이플 리프 가든스
메이플 리프 가든스(영어: Maple Leaf Gardens)는 캐나다 온타리오주 토론토에 위치한 실내 경기장이다. 과거 NBA 토론토 랩터스와 NBA 버펄로 브레이브스의 제 2 홈 경기장이었고, BAA 토론토 허스키스, WHA 토론토 토로스의 홈 경기장으로 사용했다.
1946년 11월 1일 뉴욕 닉스와 토론토 허스키스간 NBA (당시 리그명칭이 BAA였다.) 첫번째 경기가 개최되었다.
| NHL 올스타전 개최 경기장 |                           |                 |
| 이전                     | 1947년 메이플 리프 가든스 | 1948년          |
|                          | 1947년 메이플 리프 가든스 | 시카고 스타디움 |
|                          |                           |                 |
|                          |                           |                 |

| NHL 올스타전 개최 경기장 |                           |                     |
| 1948년                   | 1949년 메이플 리프 가든스 | 1950년              |
| 시카고 스타디움          | 1949년 메이플 리프 가든스 | 디트로이트 올림피아 |
|                          |                           |                     |
|                          |                           |                     |

| NHL 올스타전 개최 경기장 |                           |                     |
| 1950년                   | 1951년 메이플 리프 가든스 | 1952년              |
| 디트로이트 올림피아      | 1951년 메이플 리프 가든스 | 디트로이트 올림피아 |
|                          |                           |                     |
|                          |                           |                     |

| NHL 올스타전 개최 경기장 |                           |                  |
| 1961년                   | 1962년 메이플 리프 가든스 | 1963년           |
| 시카고 스타디움          | 1962년 메이플 리프 가든스 | 메이플 리프 가든 |
|                          |                           |                  |
|                          |                           |                  |

| NHL 올스타전 개최 경기장 |                           |                  |
| 1962년                   | 1963년 메이플 리프 가든스 | 1964년           |
| 메이플 리프 가든         | 1963년 메이플 리프 가든스 | 메이플 리프 가든 |
|                          |                           |                  |
|                          |                           |                  |

| NHL 올스타전 개최 경기장 |                           |               |
| 1963년                   | 1964년 메이플 리프 가든스 | 1965년        |
| 메이플 리프 가든         | 1964년 메이플 리프 가든스 | 몬트리올 포럼 |
|                          |                           |               |
|                          |                           |               |

| NHL 올스타전 개최 경기장 |                           |               |
| 1967년                   | 1968년 메이플 리프 가든스 | 1969년        |
| 몬트리올 포럼            | 1968년 메이플 리프 가든스 | 몬트리올 포럼 |
|                          |                           |               |
|                          |                           |               |

## BAA첫번째 경기
| 날짜            | 팀1       | 스코어  | 팀2             |
| --------------- | --------- | ------- | --------------- |
| 1946년 11월 1일 | 뉴욕 닉스 | 68 - 66 | 토론토 허스키스 |

## 같이 보기
- 신시내티 가든
- 코카-콜라 콜리시엄